# روب ميرفي (لاعب كرة قاعدة)
روب ميرفي (بالإنجليزية: Rob Murphy) هو لاعب كرة قاعدة أمريكي، ولد في 26 مايو 1960 في ميامي في الولايات المتحدة.

## وصلات خارجية
- روبرت ميرفي على موقعبيزبول رفرنس.كوم (الدوري الرئيسي) (الإنجليزية)
- روبرت ميرفي على موقعبيزبول رفرنس.كوم (الدوري الثانوي) (الإنجليزية)
- روبرت ميرفي على موقع مشجعي الرسوم البيانية (الإنجليزية)